# 拉罗什-圣西德鲁瓦纳
拉罗什-圣西德鲁瓦纳（法語：Laroche-Saint-Cydroine，法語發音：[la ʁɔʃ sɛ̃ sidʁwan]）是法国勃艮第大区约讷省的一个市镇，属于欧塞尔区

## 地理
拉罗什-圣西德鲁瓦纳（47°57'55"N, 3°29'4"E）面积8.95 平方千米，位于法国勃艮第-弗朗什-孔泰大區约讷省，该省份为法国中北部省份，西接卢瓦雷省，西北接塞纳-马恩省，南至涅夫勒省，东临科多尔省，东北与奥布省接壤。
与拉罗什-圣西德鲁瓦纳接壤的市镇（或旧市镇、城区）包括：布里永、沙尔穆瓦、尚普莱、埃皮诺莱沃夫、茹瓦尼、洛兹、米热讷。

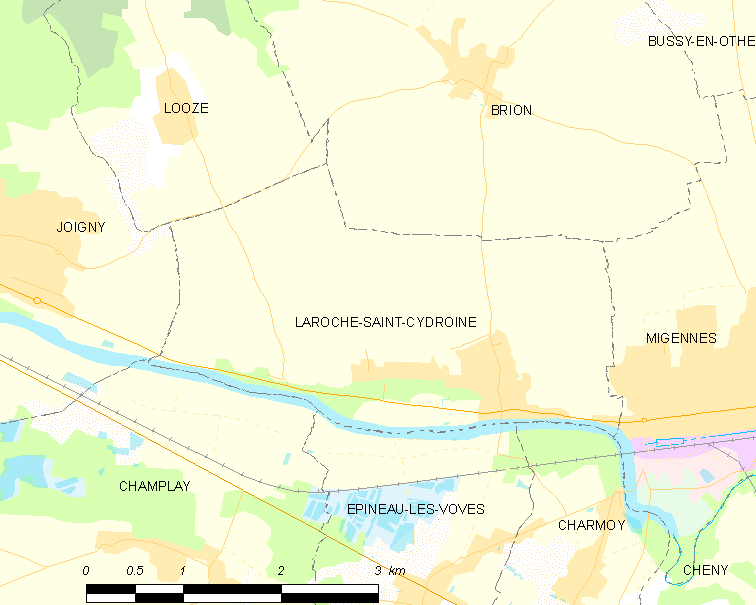
拉罗什-圣西德鲁瓦纳的OSM定位图

拉罗什-圣西德鲁瓦纳的时区为UTC+01:00、UTC+02:00（夏令时）。

## 行政
拉罗什-圣西德鲁瓦纳的邮政编码为89400，INSEE市镇编码为89218。

## 政治
拉罗什-圣西德鲁瓦纳所属的省级选区为米热讷县。

## 人口

1962-2008年间拉罗什-圣西德鲁瓦纳人口变化图示

拉罗什-圣西德鲁瓦纳于2022年1月1日时的人口数量为1209人。